# Fase (ona)
S'anomena fase al moment o punt en què dues senyals es troben en un instant determinat, l'una respecte a l'altra. La fase de l'ona expressa la posició relativa del pic, node o vall d'una ona respecte a l'altra ona.
La fase és representada per la lletra grega fi (φ) i pot mesurar-se com un temps, una distància, o un angle (en graus). Quan aquesta distància, temps o angle és zero, es diu que les ones estan en fase.
Quan les ones no estan en fase, es diu que estan desfasades. És el que es coneix com a desfasament. Aquest desfasament pot distorsionar un so o anul·lar-lo (interferència destructiva).

## Representació matemàtica
En el cas d'una ona sinusoidal que avança en el sentit de les x, si {\displaystyle \scriptstyle {A_{\circ }}} és l'amplitud, {\displaystyle \scriptstyle {\omega }} la pulsació (en radians per segon), k el nombre d'ona (en 1/m), t el temps (en segons) i  x la posició (en metres), podem escriure:
{\displaystyle A(x,t)=A_{0}\cos(kx-\omega t+\varphi _{0})}
L'angle de fase d'aquesta ona és l'argument {\displaystyle \scriptstyle \varphi =(kx-\omega t+\varphi _{0})} en el cas general, tota ona estacionària pot representar-se mitjançant una funció del tipus:
{\displaystyle \mathbf {A} (\mathbf {r} ,t)=\mathbf {A} _{0}(\mathbf {r} )\cos(\mathbf {k} \cdot \mathbf {r} -\omega t+\varphi _{0})}
I en aquest cas general la fase és l'argument de la funció que conté la dependència del temps {\displaystyle \scriptstyle \varphi =(\mathbf {k} \cdot \mathbf {r} -\omega t+\varphi _{0})}, siguent {\displaystyle \scriptstyle \varphi _{0}} la fase inicial.
No es pot determinar l'angle de fase d'una ona basant-se en una sola mesura. Mesurant els valors en funció del temps o de la posició, es pot deduir l'angle de fase, però amb una indeterminació d'un múltiple sencer de {\displaystyle \scriptstyle {2\pi }}.
En la pràctica, el valor que proporciona informació útil és la diferència de fase o desfasament entre dos llocs, dos instants o dues ones, i no el valor de l'angle de la fase en si.

## Ones en fase
Dues ones igual freqüència en igualtat de fase se sumen (interferència constructiva). El que sumen o resten és la seva amplitud.

## Ones desfasades
Dues ones d'igual freqüència en una fase diametralment oposada (en contrafase), es resten (interferència destructiva). El que sumen o resten és la seva amplitud.

## Ones en contrafase
El cas extrem, l'anul·lació de les ones es produïx quan aquestes són idèntiques i estan desfasades 180 graus (és a dir, en contrafase). Es diu que s'han cancel·lat.

## Coherència de fase
Coherència és la qualitat d'una ona per mostrar ben definida la relació de fase en diferents regions del seu domini definit.
En el camp de la física, la mecànica quàntica atribueix ones a objectes físics. La funció de l'ona és complexa i des que el seu mòdul quadràtic és associat amb la probabilitat d'observar l'objecte, el caràcter complex de la funció de l'ona s'associa a la fase.

## Compensació de fase
La compensació de fase és la correcció d'error de fase, és a dir, la diferència entre la fase que es vol aconseguir i la fase obtinguda. Això s'aconsegueix amb un compensador de fase, que resta el desfasament d'un senyal igual al desfasament que s'ha afegit en alguna etapa del procés d'amplificació de senyals. També s'utlitizen per aconseguir l'estabilitat en amplificadors operacionals. Altres elements series els condensadors / xarxes RC, generalment usats en la compensació de fase per mantenir un marge de fase.